# Конрад Бейн
Конрад Стеффорд Бейн (англ. Conrad Stafford Bain; 4 лютого 1923 — 14 січня 2013) — канадсько-американський актор. Відомий ролями Філліпа Дрюммонда у ситкомі Diff'rent Strokes та доктора Артура Гермон у ситкомі Maude.

## Біографія
Бейн народився у Летбриджі (Альберта, Канада), син Джин Агнес (ур. Янг) та Стеффорда Гаррісона Бейна, оптового торговця. Навчався у Banff School of Fine Arts до служби в армії під час Другої Світової війни.
Пізніше навчався у Нью-Йорку у American Academy of Dramatic Arts разом Чарльзом Дернінг та Доном Ріклз; натуралізувався у 1946, перед випуском у 1948.
Бейн помер 14 січня 2013 року у своєму будинку у Ліверморі (штат Каліфорнія) природною смертю.

## Родина
У Бейна було два сини і дочка з Монікою Слоун, на якій він одружився у 1945 (вона померла 2009 року). його ідентичний брат-близнюк, Бонер Бейн, грав Арнольда Гермон, брата-близнюка персонажа Конрада у Maude, д-ра Артура Гермон.